# Flughafen Lahad Datu

i8
i11
i13
Der Flughafen Lahad Datu (englisch Lahad Datu Airport, IATA-Code: LDU, ICAO-Code: WBKD) ist der Flughafen der Stadt Lahad Datu, im malaysischen Bundesstaat Sabah auf der Insel Borneo.
Der Flughafen ist ein zivil genutzter Inlandsflughafen, der nur für den Betrieb bei Tageslicht zugelassen ist. Wegen seiner kurzen Start- und Landebahn von 1371 m kann er nur von kleineren Maschinen der MASwings bis zur Größe einer Fokker 50 angeflogen werden. Flüge der Malaysia Airlines werden als Code Share abgewickelt. Verbindungen existieren von und nach Kota Kinabalu. 2011 wurden 113.442 Passagiere abgefertigt und insgesamt 2.960 Flugbewegungen registriert.
Der Flughafen wird von einem privaten Betreiber verwaltet.

## Zwischenfälle
Am 2. April 1955 ereignete sich ein Flugunfall mit einer Vickers Valetta C.1 der Royal Air Force (RAF). Das Querruder blockierte und brachte die Maschine bei der Landung ins Schleudern. Dabei zerbrach das Fahrwerk. Alle Passagiere blieben unverletzt.

## Weitere Bilder

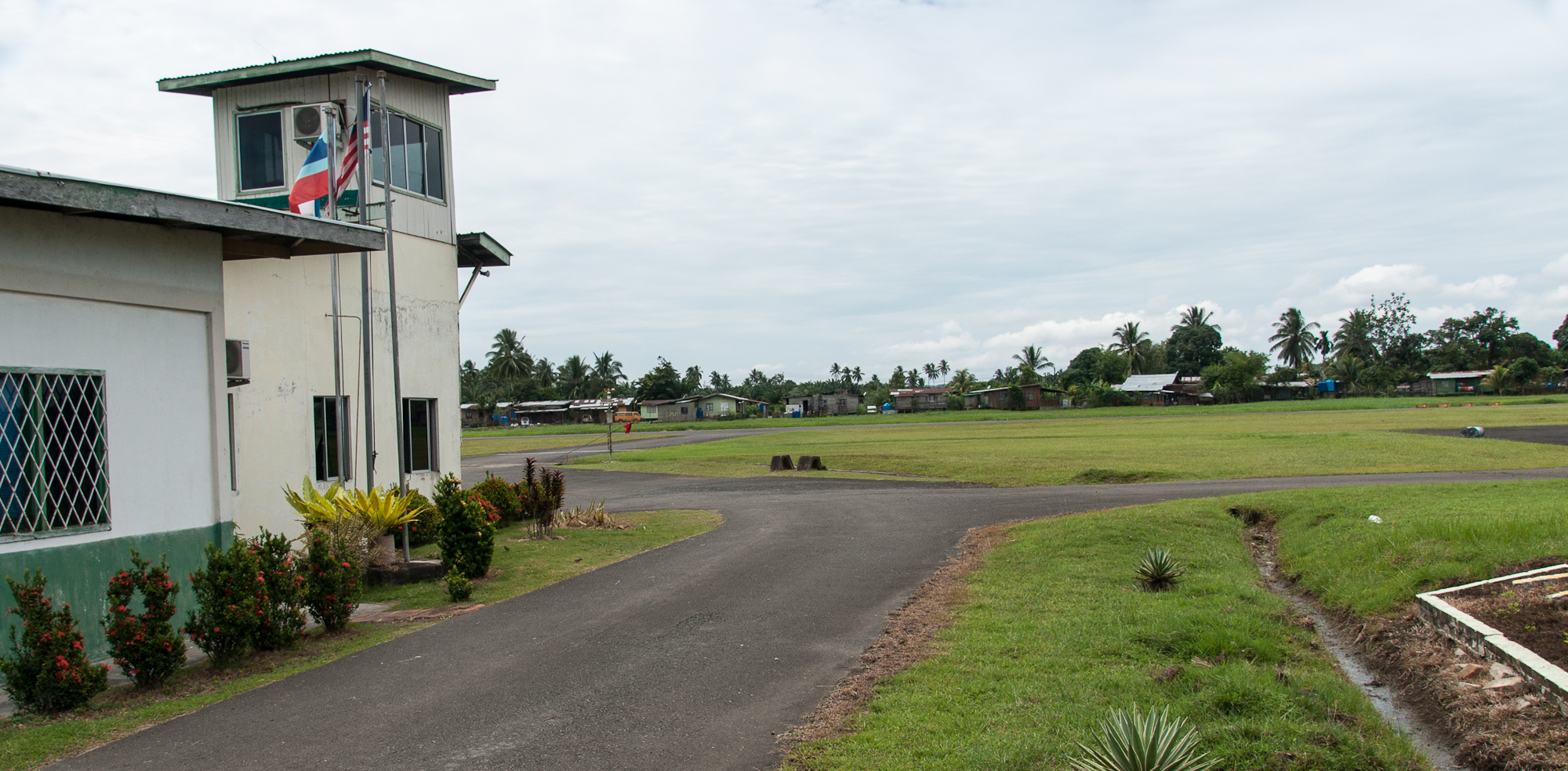
Tower des Flughafens
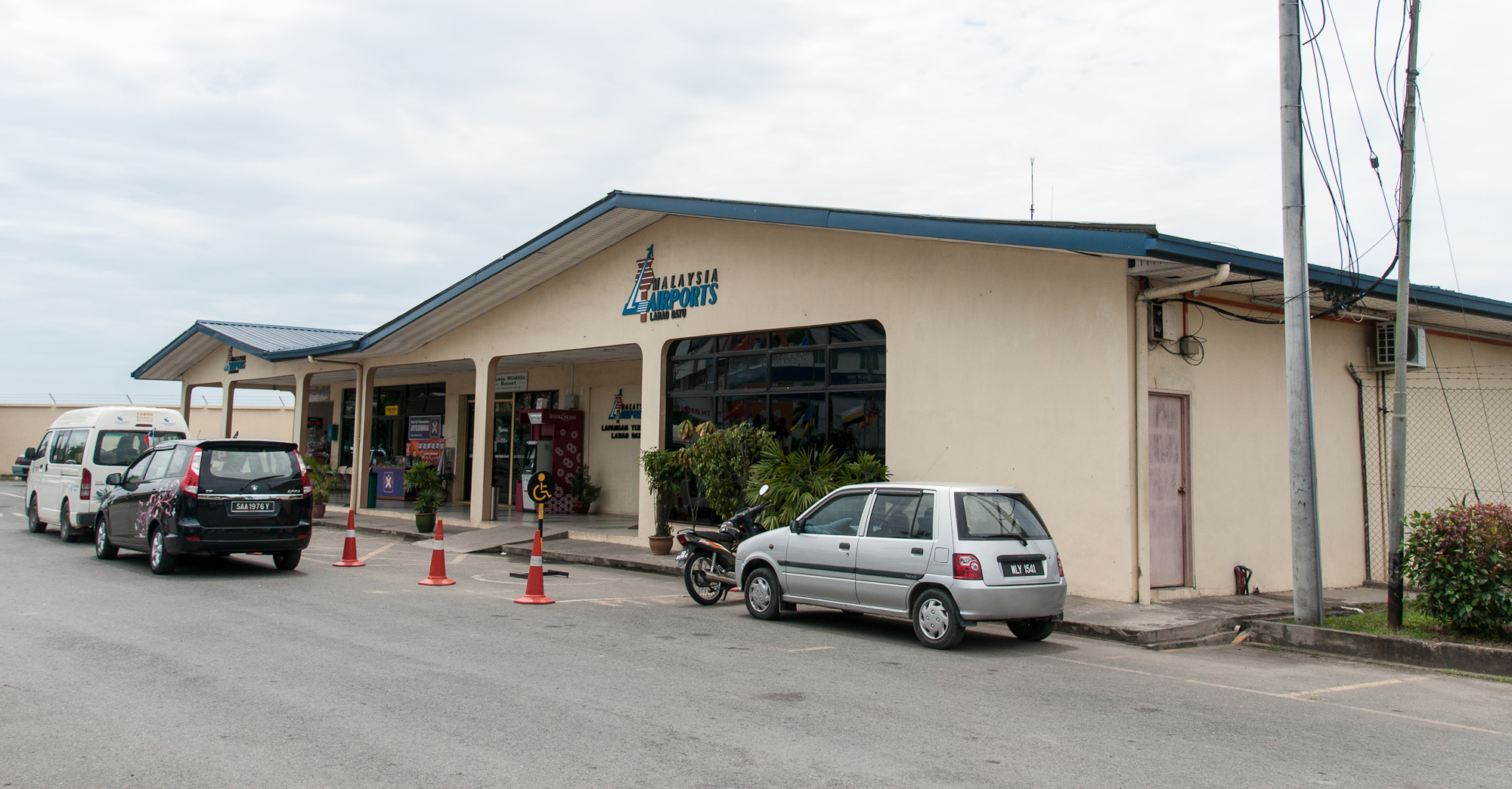
Abfertigungsgebäude